# Ruby Grant
Ruby Grant (Inglaterra; 15 de abril de 2002) es una futbolista inglesa que juega como centrocampista para el Arsenal y la Selección sub-17 de Inglaterra. Tiene acordado un futuro fichaje con los Tar Heels.

## Clubes

### Arsenal
Grant forma parte del filial del Arsenal. De vez en cuando juega con el primer equipo femenino. Debutó con este en la temporada 2018-19 en un partido contra el Everton en el minuto 82 entrando como sustituta tras la lesión de Jordan Nobbs. Marcó su primer gol en la League Cup el 13 de diciembre de 2018. En febrero de 2019, marcó un triplete en su debut en la Women's FA Cup.

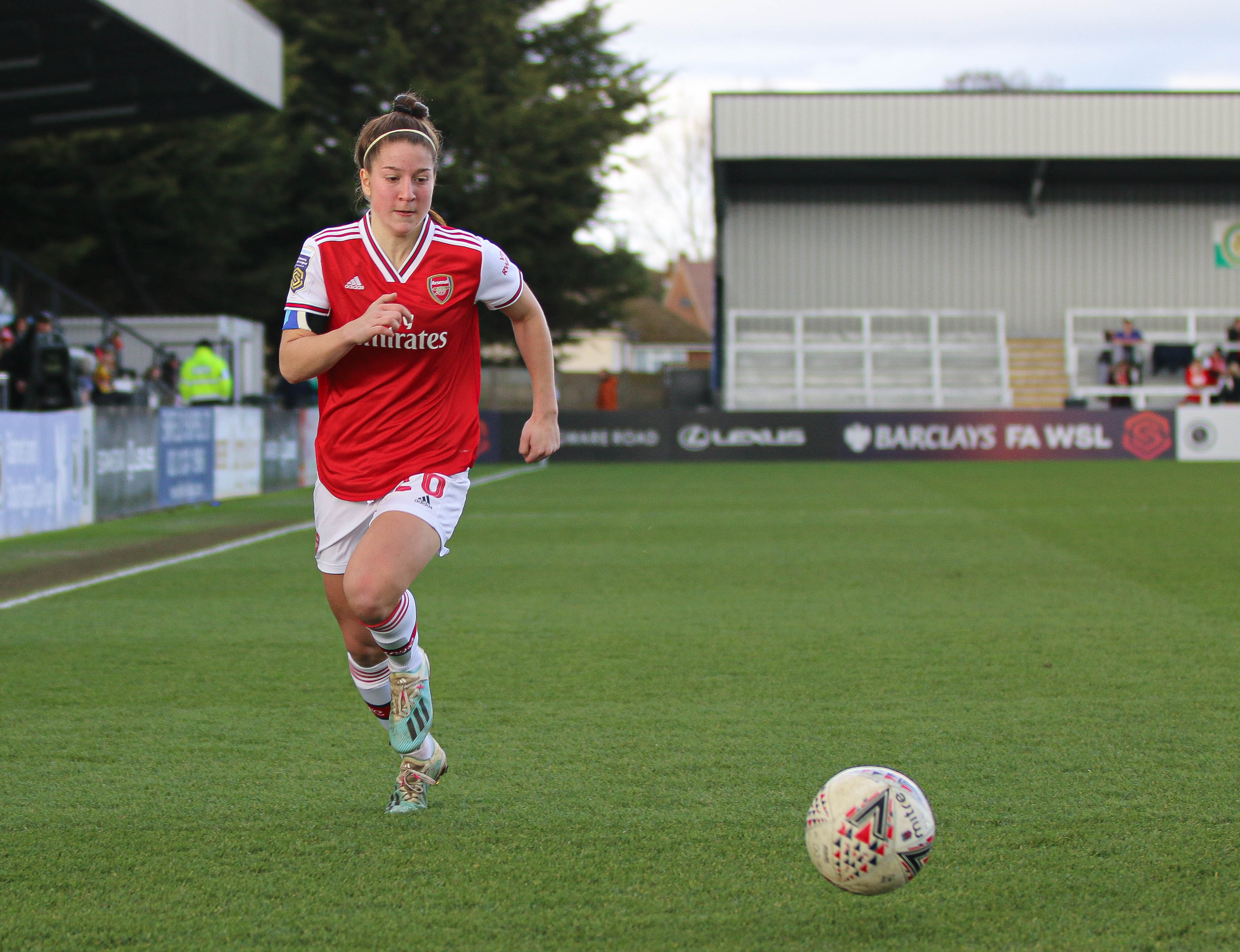
Grant durante un partido en 2020.

## Estadísticas
Actualizado a los partidos jugados el 18 de enero de 2020
| Club             | Temporada        | Liga             | Liga     | Liga  | FA Cup   | FA Cup | League Cup | League Cup | Europa   | Europa | Total    | Total |
| Club             | Temporada        | División         | Partidos | Goles | Partidos | Goles  | Partidos   | Goles      | Partidos | Goles  | Partidos | Goles |
| ---------------- | ---------------- | ---------------- | -------- | ----- | -------- | ------ | ---------- | ---------- | -------- | ------ | -------- | ----- |
| Arsenal.         | 2018-19          | FA WSL           | 2        | 0     | 1        | 3      | 2          | 1          | 0        | 0      | 5        | 4     |
| Arsenal.         | 2019-20          | FA WSL           | 0        | 0     | 0        | 0      | 2          | 0          | 0        | 0      | 2        | 0     |
| Total de carrera | Total de carrera | Total de carrera | 2        | 0     | 1        | 3      | 4          | 1          | 0        | 0      | 7        | 4     |

## Palmarés

### Arsenal
- FA Women's Super League: 2018-19